# Konwalijka
Konwalijka (Maianthemum F.H. Wigg.) – rodzaj roślin należący do rodziny szparagowatych (Asparagaceae) według APweb. Należy tu 39 gatunków występujących głównie w Ameryce Północnej i Środkowej oraz we wschodniej Azji sięgając do Himalajów, poza tym w północnej i środkowej Europie. Jedynym przedstawicielem we florze Polski i zarazem gatunkiem typowym jest konwalijka dwulistna M. bifolium.
Niektóre gatunki uprawiane są jako ozdobne, zwłaszcza konwalijka dwulistna, majówka groniasta M. racemosum i majówka gwiazdkowata M. stellatum. Poza tym dwa ostatnie z wymienionych gatunków wykorzystywane są jako lecznicze. Owoce majówki groniastej są też jadalne.

## Morfologia

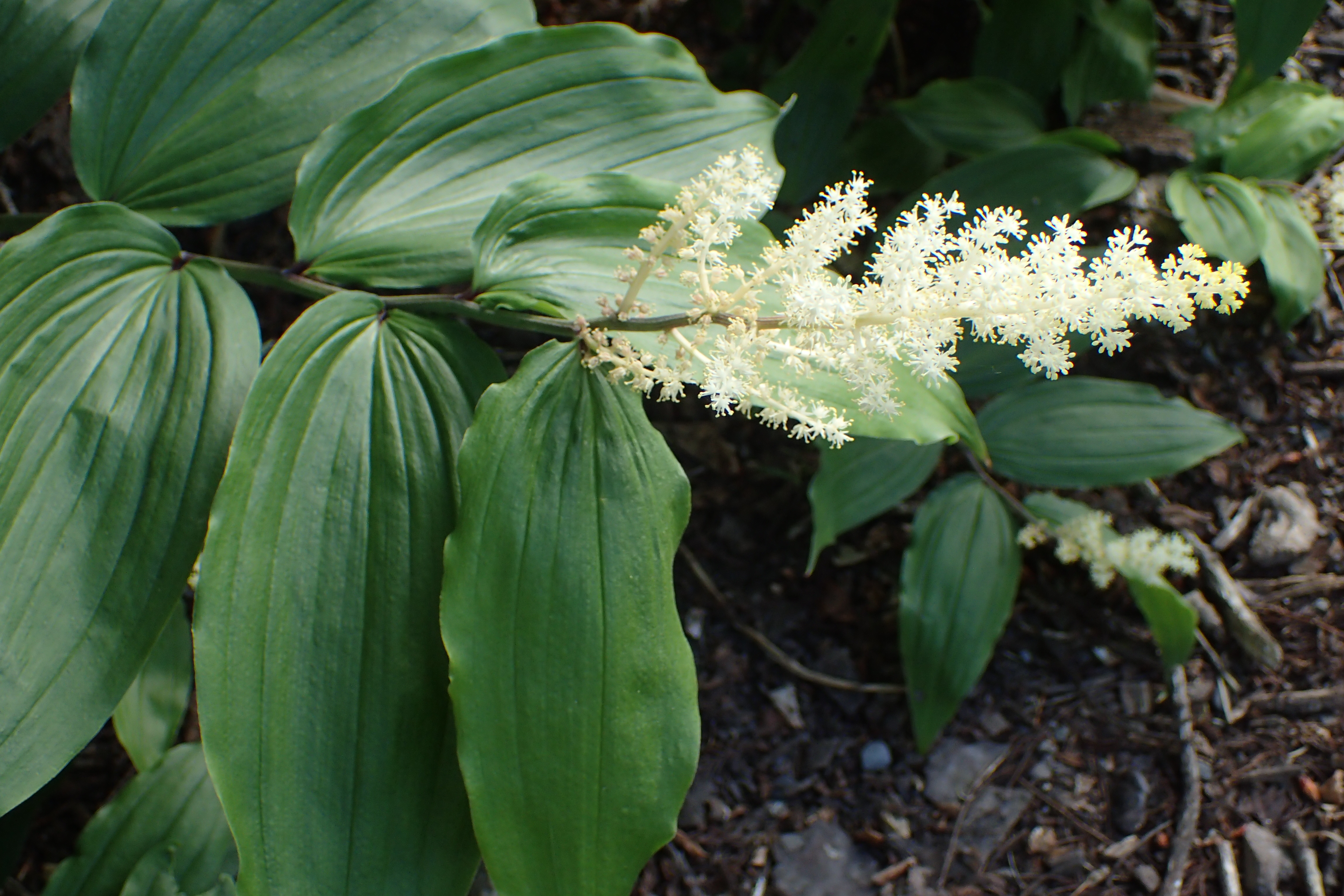
Maianthemum racemosum

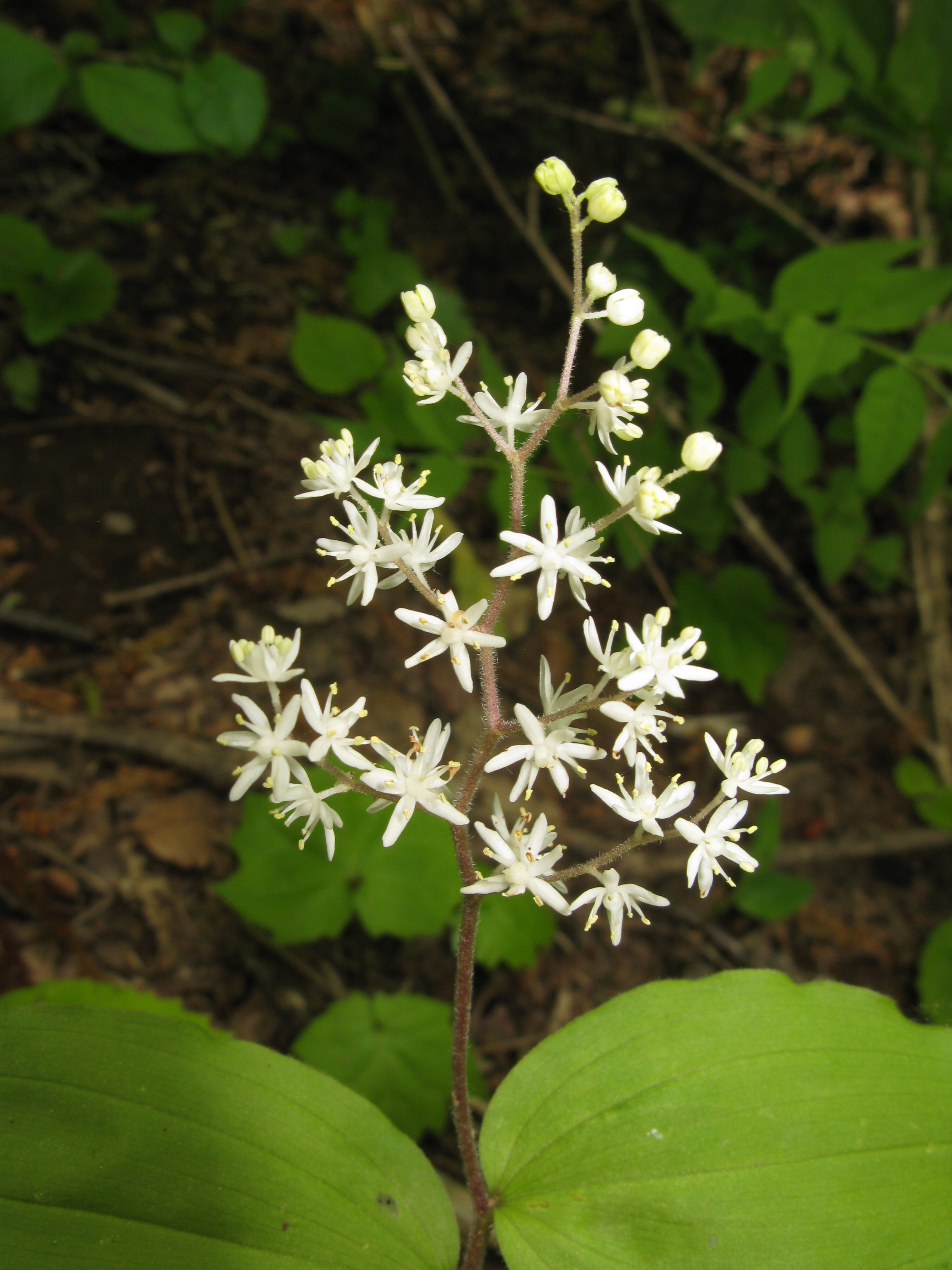
Maianthemum japonicum

PokrójByliny kłączowe. Łodyga prosto wzniesiona lub łukowata, nierozgałęziona. Osiąga od 10 do 125 cm wysokości.
LiścieSkrętoległe w liczbie od 2 do 15, siedzące i ogonkowe, zwykle eliptyczne i jajowate. Nasada blaszki zaokrąglona lub sercowata. Brzeg blaszki płaski lub podwinięty, całobrzegi lub ząbkowany, szczyt blaszki zaostrzony lub tępy. U niektórych gatunków liść odziomkowy szybko zasycha.
KwiatyZebrane w liczbie od 5 do 250 w groniasty lub wiechowaty kwiatostan na szczycie pędu. Kwiaty są drobne, obupłciowe lub rzadziej jednopłciowe (u roślin dwupiennych). Listki okwiatu 4 lub 6 w dwóch okółkach, wolne lub u nasady zrastające się, rzadko zrośnięte w rurkę. Białe, równej długości (0,5 do 5 mm). Pręcików 4 lub 6, zrośnięte u nasady z listkami okwiatu. Nitki pręcików nitkowate. Zalążnia z 2 lub 3 komorami, w każdej z 2 lub 3 zalążkami. Słupek górny, kolumnowy, krótki (do 1,5 mm). Znamię całe lub podzielone na 2–3 płaty o średnicy poniżej 1 mm.
OwoceKuliste jagody zawierające 2–3 owalne lub kuliste nasiona. Dojrzałe owoce są czerwone o średnicy 4–12 mm.

## Systematyka
Ze względu na zagnieżdżenie przedstawicieli rodzaju Maianthemum sensu stricto w obrębie tradycyjnie wyróżnianego rodzaju Smilacina – oba te rodzaje są łączone w jeden pod nazwą Maianthemum.
Pozycja rodzaju według APweb (aktualizowany system APG IV z 2016)
Klad okrytonasienne, klad jednoliścienne (monocots), rząd szparagowce (Asparagales), rodzina szparagowate (Asparagaceae), podrodzina Nolinoideae Burnett. Wcześniej w systemie APG II (2003) i systemie APG I (1998) konwalijka klasyfikowana była do rodziny myszopłochowatych (Ruscaceae) i plemienia Convallarieae.
Pozycja w systemie Reveala (1994–1999)
Gromada okrytonasienne (Magnoliophyta Cronquist), podgromada Magnoliophytina Frohne & U. Jensen ex Reveal, klasa jednoliścienne (Liliopsida Brongn.), podklasa liliowe (Liliidae J.H. Schaffn.), nadrząd Lilianae Takht. rząd szparagowce (Asparagales Bromhead), rodzina konwaliowate (Convallariaceae Horan.), plemię Maianthemeae Dumort., rodzaj konwalijka (Maianthemum F. H. Wigg.).
Wykaz gatunków
- Maianthemum amoenum (H.L.Wendl.) LaFrankie
- Maianthemum atropurpureum (Franch.) LaFrankie
- Maianthemum bicolor (Nakai) Cubey
- Maianthemum bifolium (L.) F.W.Schmidt – konwalijka dwulistna
- Maianthemum canadense Desf.
- Maianthemum comaltepecense Espejo, López-Ferr. & Ceja
- Maianthemum dahuricum (Turcz. ex Fisch. & C.A.Mey.) LaFrankie
- Maianthemum dilatatum (Alph.Wood) A.Nelson & J.F.Macbr.
- Maianthemum flexuosum (Bertol.) LaFrankie
- Maianthemum formosanum (Hayata) LaFrankie
- Maianthemum forrestii (W.W.Sm.) LaFrankie
- Maianthemum fusciduliflorum (Kawano) S.C.Chen & Kawano
- Maianthemum fuscum (Wall.) LaFrankie
- Maianthemum gigas (Woodson) LaFrankie
- Maianthemum gongshanensis (S.Yun Liang) H.Li
- Maianthemum harae Y.H.Tseng & C.T.Chao
- Maianthemum henryi (Baker) LaFrankie
- Maianthemum × intermedium Vorosch.
- Maianthemum japonicum (A.Gray) LaFrankie
- Maianthemum lichiangense (W.W.Sm.) LaFrankie
- Maianthemum macrophyllum (M.Martens & Galeotti) LaFrankie
- Maianthemum mexicanum García Arév.
- Maianthemum monteverdense LaFrankie
- Maianthemum nanchuanense H.Li & J.L.Huang
- Maianthemum oleraceum (Baker) LaFrankie
- Maianthemum paludicola LaFrankie
- Maianthemum paniculatum (M.Martens & Galeotti) LaFrankie
- Maianthemum purpureum (Wall.) LaFrankie
- Maianthemum racemosum (L.) Link – majówka groniasta
- Maianthemum robustum (Makino & Honda) LaFrankie
- Maianthemum salvinii (Baker) LaFrankie
- Maianthemum scilloideum (M.Martens & Galeotti) LaFrankie
- Maianthemum stellatum (L.) Link – majówka gwiazdkowata
- Maianthemum stenolobum (Franch.) S.C.Chen & Kawano
- Maianthemum szechuanicum (F.T.Wang & Tang) H.Li
- Maianthemum tatsienense (Franch.) LaFrankie
- Maianthemum trifolium (L.) Sloboda – majówka trójlistkowa
- Maianthemum tubiferum (Batalin) LaFrankie
- Maianthemum viridiflorum (Nakai ex Makino & Nemoto) H.Li
- Maianthemum yesoense (Franch. & Sav.) LaFrankie